# PL-12
De PL-12 (Chinees schrift: 霹雳-12, Hanyu pinyin: Pī Lì-12, “bliksem-12”, NAVO-codenaam: CH-AA-7 Adze, vroeger SD-10, 闪电-10), ShanDian-10) is een met actieve radar geleide Chinese lucht-luchtraket van 100 km bereik.

## Geschiedenis
De ontwikkeling van de PL-12 of SD-10 begon in 1997. Ontwerper Liang Xiaogeng kreeg hulp van de Russische Vympel NPO en Agat. In 2004 volgden vier geslaagde testen. In 2005 nam de Luchtmacht van het Volksbevrijdingsleger de raket in dienst. De PL-12 gebruikte aanvankelijk de radarzoeker 9B-1348 van de R-77-raket. In 2018 bevatte de PL-12 geen Russische onderdelen meer.

## Beoordeling
De PL-12 is vergelijkbaar met de Amerikaanse AIM-120 AMRAAM en de Russische R-77. De PL-12 is groter dan de AIM-120 AMRAAM. De Luchtmacht van het Volksbevrijdingsleger schatte de PL-12 in tussen de AIM-120B en de AIM-120C en de verbeterde PL-12A zoals de AIM-120C-4. Het Royal United Services Institute schat de PL-12 tussen de AIM-120B en de AIM-120C-5.

## Varianten
- PL-12: basisversie met 100 km bereik.
- PL-12A: NAVO-codenaam CH-AA-7A, met verbeterde radarzoeker en computer en voorzien van passieve radar tegen stoorzenders en AWACS.
- PL-12C: variant met opvouwbare vinnen om in het wapenruim van de Chengdu J-20 te passen, niet in productie gegaan, maar toegepast voor de PL-15.
- PL-12D: variant met ramjet van China Aerospace Science and Technology Corporation, niet in productie gegaan, maar gebruikt voor de PL-15.
- SD-10A (ShanDian-10, 闪电-10): exportversie beperkt tot 70 km.
- SD-10B: verbeterde SD-10A beter bestand tegen stoorzenders
- LD-10: antiradarraket gebaseerd op de SD-10.[3]

## Gebruikers
- China: Luchtmacht van het Volksbevrijdingsleger en Marine van het Volksbevrijdingsleger
- Pakistan: 750 besteld, 575 geleverd
- Myanmar: 60 besteld, 24 geleverd